# Melanolophia gnamptographa
Melanolophia gnamptographa là một loài bướm đêm trong họ Geometridae.